# 歴史のカテゴリ一覧
歴史のカテゴリ一覧（れきしのカテゴリいちらん）は、歴史に関するカテゴリの目次。

## 注意事項
- Category:1900年、Category:1900年生、Category:1900年没など年数ではじまるカテゴリは登録しません。
- 定型化されたカテゴリ (○○の歴史的地域、○○朝の人物、○○朝の戦争、○○朝の戦闘など)は親カテゴリ「Category:○○朝」や「Category:○○の歴史」がある場合は登録しません。

## 関連する目次・一覧
- 日本史のカテゴリ一覧 - 日本史に関するカテゴリ。
- 歴史上の人物一覧
- 世界の歴史
- 歴史書一覧
- 年表一覧

## 50音順目次

### あ行
あ
- Category:アイスランドの歴史 - アイスランドの歴史
- Category:アイユーブ朝 - 12～13世紀、中東。アイユーブ朝
- Category:アイルランドの歴史 - アイルランドの歴史
- Category:アカイア公国 - 13～15世紀、ギリシア。アカイア公国
- Category:アケメネス朝 - 紀元前6～4世紀、イラン、古代ペルシア。アケメネス朝
- Category:アーサー王伝説 - 中世イギリス。
- Category:アジア研究の歴史
- Category:アジア史
- Category:アステカ - 14～16世紀、中央アメリカ。アステカ
- Category:アゼルバイジャンの歴史
- Category:アッバース朝 - 8～13世紀、中東。アッバース朝
- Category:アナトリアの歴史 - 現トルコ、アナトリア半島、小アジア
- Category:アフガニスタンの歴史
- Category:アフリカ史 - アフリカ史
- Category:アメリカ合衆国の歴史 - アメリカ合衆国の歴史
- Category:アメリカ合衆国の歴史 (-1776)
- Category:アメリカ合衆国の歴史 (1776-1865) - アメリカ合衆国の歴史 (1789-1849)
- Category:アメリカ合衆国の歴史 (1865-1918)
- Category:アメリカ合衆国の歴史 (1918-1945)
- Category:アメリカ合衆国の歴史 (1945-1989)
- Category:アメリカ合衆国の歴史 (現代)
- Category:アメリカ先住民の文化
- Category:アメリカ大陸史
- Category:アメリカ大陸の植民地化 - 15～16世紀、大航海時代
- Category:アメリカ独立戦争 - 18世紀、アメリカ独立戦争
- Category:アルゼンチンの歴史 - アルゼンチンの歴史
- Category:アルタヴィッラ家 - 中世ヨーロッパ、シチリア王国
- Category:アルバニアの歴史
- Category:アルメニアの歴史
- Category:アンジュー＝シチリア家 - 中世ヨーロッパ、アンジュー＝シチリア家

い
- Category:イエメンの歴史
- Category:イギリスの歴史 - イギリスの歴史
- Category:遺構 - 考古学、遺構
- Category:イスラエルの歴史
- Category:イスラム科学 - イスラム科学
- Category:イスラム世界史
- イタリア統一戦争 → Category:リソルジメント
- Category:イタリアの歴史
- Category:かつてイタリアに存在した国家
- Category:遺物 - 考古学、遺物
- Category:イスラエル・アラブ戦争 - 20世紀、中東戦争、パレスチナ問題
- Category:イラクの歴史 - イラクの歴史
- Category:イランの歴史 - イランの歴史
- Category:医療の歴史
- Category:インカ帝国 - 13世紀～16世紀、南アメリカ、インカ帝国
- Category:イングランドの歴史 - イングランドの歴史
- Category:インダス文明 - 古代インド、インダス文明
- Category:インディアン戦争 - 17世紀～19世紀、アメリカ合衆国、インディアン戦争
- Category:インドの歴史 - インドの歴史、南アジア史
- Category:インドの王朝
- Category:インドネシアの歴史 - インドネシアの歴史

う
- Category:ヴァイキング - 8世紀～11世紀、ヨーロッパ、ヴァイキング
- Category:ヴァロワ朝 - 14世紀～16世紀、フランス、ヴァロワ朝
- Category:ヴィッテルスバッハ家 - ドイツ、ヴィッテルスバッハ家、バイエルン王国、神聖ローマ帝国
- Category:ヴェネツィア共和国 - 5世紀～19世紀、イタリア、ヴェネツィア共和国
- Category:ウェールズの歴史 - イギリス
- Category:ウクライナの歴史
- Category:ウズベキスタンの歴史
- Category:ウマイヤ朝 - ウマイヤ朝(7世紀～8世紀)、後ウマイヤ朝(8世紀～11世紀)
- Category:ウラジーミル大公 - 12世紀～、ロシア、ウラジーミル大公国

え
- Category:映画史 - 映画史
- Category:英語史 - 英語史
- Category:エクアドルの歴史 - エクアドルの歴史
- Category:エジプトの歴史 - エジプトの歴史
- Category:エチオピアの歴史
- Category:エトルリア - 紀元前8世紀～紀元前4世紀、イタリア、エトルリア、エトルリア人
- Category:エピロス専制侯国 - 13世紀、第4回十字軍、エピロス専制侯国
- Category:エラム - 古代オリエント
- Category:エリトリアの歴史

お
- Category:王政ローマ - ～紀元前6世紀、古代ローマ、王政ローマ
- Category:オーストラリアの歴史 - オーストラリアの歴史
- Category:オーストリアの歴史 - オーストリアの歴史
- Category:オスマン帝国 - 13世紀～20世紀、中東、オスマン帝国
- Category:オスマン建築 - オスマン建築
- Category:オセアニア史
- Category:オランダの歴史 - オランダの歴史
- Category:オルレアン家 - フランス
- Category:音楽史

### か行
か
- Category:外交史
- Category:夏殷周 - 古代中国、夏 (三代)(紀元前21世紀～紀元前17世紀)、殷(紀元前17世紀～紀元前11世紀)、周(紀元前11世紀～紀元前3世紀)
- Category:科学史 - 科学史
- Category:架空の紀年法
- Category:各国の戦争
- Category:各国の戦闘
- Category:各国の歴史
- Category:各国の歴史的地域
- Category:各年の出来事
- Category:革命 - 革命
- Category:カザフスタンの歴史
- Category:古人類学 - 古人類学
- Category:ガーナの歴史
- Category:カナダの歴史 - カナダの歴史、カナダ史年表
- Category:カフカスの歴史
- Category:カペー朝 - 10世紀～14世紀、フランス、カペー朝
- Category:カーボベルデの歴史
- Category:ガリア - 古代ヨーロッパ、ガリア、ガリア人
- Category:ガリア戦争 - 紀元前1世紀、古代ローマ
- Category:カルタゴ - 古代オリエント、フェニキアの植民市
- Category:カロリング家 - 8世紀～10世紀、フランク王国、カロリング朝
- Category:韓国の歴史
- Category:カンボジアの歴史

き
- Category:キエフ大公 - 中世ロシア
- Category:キエフ・ルーシ - 中世ロシア、キエフ大公国(8世紀～13世紀)、
- Category:気候史 - 気候変動、古気候史
- Category:騎士
- Category:騎士修道会 - キリスト教、十字軍、騎士修道会
- Category:偽史
- Category:技術史
- Category:偽書 - 偽書
- Category:気象災害の歴史
- Category:魏晋南北朝 - 2世紀～6世紀、中国、魏晋南北朝時代
- Category:貴族
- Category:ギニアビサウの歴史
- Category:紀年法 - 紀年法
- Category:キプロスの歴史
- Category:旧約聖書 - 旧約聖書
- Category:キューバの歴史 - キューバの歴史
- Category:教育史 - 教育史
- Category:教皇権の歴史 - ローマ教皇
- Category:匈奴 - 紀元前5世紀～5世紀、北アジア、匈奴
- Category:共和政ローマ - 紀元前6世紀～紀元前1世紀、共和政ローマ
- Category:極東ロシアの歴史
- Category:ギリシャの歴史
- Category:ギリシア美術 - 古代ギリシア、ギリシア美術
- Category:キリスト教の歴史 - キリスト教の歴史、キリスト教年表
- Category:金石文
- Category:金属器 - 考古学、青銅器、鉄器など

く
- Category:クシャーナ朝 - 1世紀～3世紀、古代インド、クシャーナ朝
- Category:百済 - ～7世紀、朝鮮半島、百済
- Category:クメール遺跡 - カンボジア、タイ、ラオス、クメール人
- Category:クリミア - 黒海北岸、クリミア半島
- Category:クリミア戦争 - 19世紀、ヨーロッパ、クリミア戦争
- Category:クロアチアの歴史
- Category:軍事史 - 軍事史
- Category:軍事同盟
- Category:軍縮条約 - 軍縮
- Category:軍人皇帝時代 - 3世紀、ローマ帝国

け
- Category:経済史 - 経済史、経済思想史
- Category:芸術の歴史
- Category:系図 - 系図
- Category:ケルト - ケルト人
- Category:ケルトの伝承
- Category:元号 - 元号
- Category:建築史 - 建築史
- Category:建築様式
- Category:元朝 - 13世紀～14世紀、中国、モンゴル帝国、元
- Category:阮朝 - 19世紀～20世紀、ベトナム

こ
- Category:交易の歴史
- Category:公会議 - ヨーロッパ史、キリスト教公会議
- Category:航空の歴史
- Category:高句麗 - 紀元前1世紀～7世紀、朝鮮、高句麗
- Category:考古学 - 考古学
- Category:考古学者 - 考古学者
- Category:考古遺跡 - 遺跡、世界の考古遺跡一覧 (国別)
- Category:考古遺跡に見る葬制
- Category:考古資料 - 考古資料
- Category:交通史
- Category:後唐 - 10世紀、中国、五代十国時代の後唐
- Category:高麗 - 10世紀～14世紀、朝鮮、高麗
- Category:後梁 - 10世紀、中国、五代十国時代の後梁
- Category:講和条約 - 講和条約
- Category:国際関係史
- Category:五賢帝時代 - 1世紀～2世紀、ローマ帝国、五賢帝
- Category:コサック - ウクライナ、ロシア、コサック
- Category:ゴシック様式 - 中世ヨーロッパの文化、ゴシック様式
- Category:古代イスラエル・ユダ - 古代イスラエル、ユダ王国
- Category:古代エジプト - 紀元前4千年紀～紀元前30年、古代エジプト
- Category:古代オリエント - 紀元前4千年紀～
- Category:古代オリエントの遺跡
- Category:古代ギリシア - 紀元前3千年紀～紀元前2世紀、古代ギリシア
- Category:古代ギリシアの歴史家
- Category:古代ゲルマン - 古代ヨーロッパ、ゲルマン人
- Category:五代十国 - 10世紀、中国、五代十国時代
- Category:古代ペルシア
- Category:古代メソポタミア - 古代オリエントのうち、メソポタミア地方
- Category:古代ヨーロッパ - 先史～5世紀、ヨーロッパ
- Category:古代ローマ
- Category:古代語
- Category:国家史 - 国家
- Category:骨董品
- Category:古文書 - 古文書
- Category:暦 - 暦
- Category:暦表
- Category:暦法
- Category:コロンビアの歴史
- Category:コンゴ共和国の歴史
- Category:コンゴ民主共和国の歴史
- Category:コンスタンティヌス朝 - 4世紀、ローマ帝国
- Category:コンピュータ史

### さ行
さ
- Category:災害と防災の歴史
- Category:サヴォイア家 - 18世紀～19世紀、イタリア、イタリア統一戦争
- Category:サウジアラビアの歴史
- Category:サルデーニャ王国 - 18世紀～19世紀、イタリア、サルデーニャ島、サルデーニャ王国
- Category:産業革命 - 18世紀～19世紀、ヨーロッパ、産業革命
- Category:三国志 - 2世紀～3世紀、中国、三国時代、三国志
- Category:三十年戦争 - 17世紀、ヨーロッパ、三十年戦争、宗教戦争
- Category:ザンビアの歴史

し
- Category:シオニズム
- Category:史学史 - 史学史
- Category:史跡 - 史跡
- Category:思想史 - 思想史
- Category:思想史家 - 思想史家
- Category:時代区分
- Category:七年戦争 - 18世紀、ヨーロッパ、七年戦争
- Category:自伝
- Category:自転車の歴史
- Category:自動車の歴史
- Category:シベリアの歴史
- Category:社会史 - 社会史
- Category:写真史 - 写真史
- Category:写本 - 写本
- Category:ジャマイカの歴史
- Category:宗教改革 - 15世紀～17世紀、ヨーロッパ、宗教改革
- Category:宗教の歴史 - 宗教の歴史
- Category:十字軍 - 11世紀～13世紀、ヨーロッパ、中東、十字軍
- Category:儒教 - 儒教
- Category:宿場 - 街道、宿場
- Category:出版史
- Category:シュメール - 古代オリエント、シュメール
- Category:シュレースヴィヒ＝ホルシュタイン公 - ユトランド半島
- Category:ジョージアの歴史
- Category:情報技術史 - 情報技術史
- Category:条約 - 条約
- Category:植民地 - 植民地
- Category:諸子百家 - 中国、春秋戦国時代、諸子百家
- Category:ジョチ・ウルスの君主 - ジョチ・ウルス、モンゴル帝国の支流。
- Category:春秋戦国 -  中国、春秋戦国時代、春秋時代(紀元前770年-紀元前403年)、戦国時代(紀元前403年-紀元前221年)
- Category:新羅 - 紀元前1世紀～10世紀、朝鮮、新羅
- Category:シリアの歴史 - シリアの歴史
- Category:シルクロード - シルクロード
- Category:シンガポールの歴史
- Category:秦漢 - 紀元前3世紀統一～3世紀、中国、秦・漢
- Category:神聖ローマ帝国 - 10世紀～19世紀、ドイツ、神聖ローマ帝国
- Category:清朝 -17世紀～20世紀、中国、清
- Category:ジンバブエの歴史

す
- Category:スイスの歴史 - スイスの歴史
- Category:隋唐 - 6世紀～10世紀、中国、隋、唐
- Category:スウェーデンの歴史 - スウェーデンの歴史
- Category:スキタイ - 紀元前8世紀～紀元前3世紀、遊牧国家、スキタイ
- Category:スコットランドの歴史 - スコットランドの歴史
- Category:スーダンの歴史
- Category:ステュアート家 - 14～18世紀、イギリス・スコットランド、ステュアート朝
- Category:スフォルツァ家 - 15～16世紀、イタリア、ミラノ公国、スフォルツァ家
- Category:スペインの歴史 - スペインの歴史
- Category:スポーツの歴史
- Category:スロバキアの歴史
- Category:スロベニアの歴史

せ
- Category:西夏 - 11世紀～13世紀、中国西北、西夏
- Category:世紀 - 紀年法、世紀
- Category:政治史 - 政治史
- Category:税制史 - 租税制度の歴史
- Category:西洋美術史
- Category:セウェルス朝 - 2世紀～3世紀、ローマ帝国、セウェルス朝
- Category:世界の歴史
- Category:世代
- Category:石器 - 考古学、石器
- Category:セネガルの歴史
- Category:セルジューク朝 - 11世紀～14世紀、中東、セルジューク朝
- Category:セルビア王国
- Category:セルビアの歴史 - セルビアの歴史
- Category:セルビア・モンテネグロの歴史 - セルビア・モンテネグロの歴史
- Category:セレウコス朝 - 紀元前4世紀～紀元前1世紀、中東、ヘレニズム時代、セレウコス朝
- Category:先史時代 - 先史時代
- Category:先史ヨーロッパ
- Category:先史中国 - 黄河文明、長江文明他
- Category:選帝侯 - 神聖ローマ帝国
- Category:千年紀
- Category:船舶の歴史

そ
- Category:宋 - 10世紀～13世紀、中国、宋
- Category:楚漢戦争 - 紀元前3世紀、中国、秦末期、楚漢戦争、項羽と劉邦
- Category:ソビエト社会主義共和国連邦 - 20世紀、ロシア、ソビエト社会主義共和国連邦
- Category:ソマリアの歴史
- Category:ゾロアスター教 - 古代イラン発祥、ゾロアスター教

### た行
た
- Category:第一次世界大戦 - 1914年～1918年、第一次世界大戦
- Category:大航海時代 - 15世紀～17世紀、ヨーロッパ、大航海時代
- Category:第二次世界大戦 - 1939年～1945年、第二次世界大戦
- Category:タイの歴史 - タイの歴史
- Category:大北方戦争 - 18世紀、ヨーロッパ、大北方戦争
- Category:大量虐殺 - 大量虐殺、ジェノサイド
- Category:台湾の歴史 - 台湾の歴史
- Category:タンザニアの歴史

ち
- Category:地域史
- Category:チェコスロバキア - 20世紀、チェコスロバキア
- Category:チェコの歴史 - チェコの歴史
- Category:地球史 - 地球史年表
- Category:地質時代 - 地質学、地質時代
- Category:地中海世界の貿易の歴史
- Category:チベットの歴史
- Category:チベット仏教 - チベット仏教
- Category:チャドの歴史 - チャドの歴史
- Category:チャンパ王国 - 2世紀～19世紀、ベトナム、チャンパ王国
- Category:中央ユーラシア史
- Category:中国史に現れる周辺民族
- Category:中国の経済史
- Category:中国の思想史
- Category:中国の制度史
- Category:中国の歴史 - 中国の歴史
- Category:中国の歴史書
- Category:中世哲学 - 中世ヨーロッパ、中世哲学
- Category:中世ヨーロッパ
- Category:チュニジアの歴史 - チュニジアの歴史
- Category:朝鮮戦争 - 1950年～1953年、朝鮮戦争
- Category:朝鮮独立運動 - 20世紀、朝鮮
- Category:朝鮮の歴史 - 朝鮮の歴史
- Category:朝鮮民主主義人民共和国の歴史 - 朝鮮民主主義人民共和国の歴史
- Category:チリの歴史

つ
- Category:追尊の君主

て
- Category:帝国 - 帝国、帝国主義
- Category:ティムール朝 - 14～16世紀、西アジア、ティムール朝
- Category:テキサス革命 - 19世紀、アメリカ合衆国、メキシコ、テキサス革命
- Category:デジタル革命
- Category:哲学史
- Category:鉄道の歴史
- Category:テトラルキア - 3世紀末～4世紀初、ローマ帝国
- Category:テーマ史
- Category:テューダー家 - 15世紀～17世紀、イングランド、テューダー朝
- Category:テュルク - 民族名、テュルク
- Category:伝承 - 民間伝承
- Category:伝説 - 伝説
- Category:伝説の歴史
- Category:デンマークの歴史 - デンマークの歴史

と
- Category:道教 - 中国、道教
- Category:ドイツ帝国 - ドイツ帝国
- Category:ドイツの歴史 - ドイツの歴史
- Category:トヴェリ大公 - 中世ロシア
- Category:東欧革命 - 20世紀後半、冷戦、東欧革命
- Category:銅鏡 - 考古学、銅鏡
- Category:洞窟壁画 - 洞窟壁画
- Category:東南アジア史
- Category:東方正教会 - キリスト教、正教会
- Category:東洋学
- Category:土器 - 考古学、土器
- Category:図書館の歴史
- Category:独立戦争 - 独立戦争
- Category:都市同盟 - 古代ギリシア、中世ヨーロッパなど。都市同盟
- Category:土木史
- Category:ドミナートゥス制 - 3世紀～4世紀、ローマ帝国
- Category:トランシルヴァニア - ルーマニア、トランシルヴァニア
- Category:トルクメニスタンの歴史
- Category:トルコの歴史 - トルコの歴史
- Category:奴隷制 - 奴隷制
- Category:トレビゾンド帝国 - 13世紀～15世紀、東ローマ帝国、トレビゾンド帝国
- Category:トンガの歴史 - トンガの歴史

### な行
な
- Category:ナイジェリアの歴史
- Category:内戦
- Category:ナチス・ドイツ - 20世紀、ドイツ、ナチス・ドイツ
- Category:ナポレオン戦争 - 19世紀、ヨーロッパ、ナポレオン戦争、
- Category:南海貿易 - 17世紀以前、中国、東南アジア、南アジア、南海貿易
- Category:南北戦争 - 19世紀、アメリカ合衆国、南北戦争

に
- Category:西アジア史 - 西アジア・中東史
- Category:西ローマ帝国 - 3世紀～5世紀、西ローマ帝国
- Category:日清戦争 - 19世紀、日本、中国、日清戦争
- Category:日露戦争 - 20世紀、日本、ロシア、日露戦争
- Category:日中戦争 - 20世紀、日本、中国、日中戦争
- Category:日本の歴史 - 日本史のカテゴリ一覧参照
- Category:ニュージーランドの歴史

ね
- Category:ネーデルラント - 現オランダ・ベルギー
- Category:年代測定
- Category:年表 - 年表、年表一覧

の
- Category:農業の歴史
- Category:ノヴゴロド公 - 9世紀～、ロシア、ノヴゴロド公国
- Category:ノルウェーの歴史 - ノルウェーの歴史
- Category:ノルマンディー公 - 中世フランス、イギリス、ノルマンディー公

### は行
は
- Category:パキスタンの歴史 - パキスタンの歴史
- Category:白軍 - ロシア革命、白軍
- Category:パタニ王国 - 14世紀～19世紀、東南アジアのマレー半島、パタニ王国
- Category:パナマの歴史 - パナマの歴史
- Category:ハノーヴァー家 - 17世紀～19世紀、神聖ローマ帝国、ハノーファー王国
- Category:ハプスブルク家 - 神聖ローマ帝国、スペイン
- Category:パラグアイの歴史
- Category:薔薇戦争 - 15世紀、イングランド、薔薇戦争
- Category:パリの歴史
- Category:バルカンの歴史 - バルカン半島の歴史
- Category:パルティア - 紀元前3世紀～3世紀、イラン地方、パルティア
- Category:バロック芸術 - 16世紀～18世紀、ヨーロッパ、バロック
- Category:ハンガリー王国 - 11世紀～20世紀、ハンガリー王国
- Category:ハンガリーの歴史
- Category:バングラデシュの歴史
- Category:ハンザ同盟 - 12世紀～17世紀、ヨーロッパ、ハンザ同盟

ひ
- Category:東アジア史 - 東アジア史
- Category:東ティモールの歴史
- Category:東ローマ帝国 - 4世紀～15世紀、東ローマ帝国
- Category:美術史 - 美術史
- Category:美術史家 -
- Category:ヒッタイト帝国 - 古代オリエント、ヒッタイト
- Category:人の一生
- Category:百年戦争 - 14世紀～15世紀、イギリス・プランタジネット朝、フランス・ヴァロワ朝、百年戦争
- Category:ピャスト家 - 10世紀～14世紀、ポーランド、ピャスト朝
- Category:ピラミッド - 古代エジプト

ふ
- Category:ファシスト党 - 20世紀、イタリア、ファシスト党
- Category:ファーティマ朝 - 10世紀～12世紀、中東、ファーティマ朝
- Category:ファラオ - 古代エジプト、ファラオ
- Category:フィリピンの歴史 - フィリピンの歴史
- Category:フィンランドの歴史 - フィンランドの歴史
- Category:フィンランド大公
- Category:フェニキア - 古代オリエント、フェニキア
- Category:プシェミスル家 - ボヘミア
- Category:仏教遺跡
- Category:仏教史書
- Category:プトレマイオス朝 - 紀元前4世紀～紀元前1世紀、古代オリエント、プトレマイオス朝
- Category:フラウィウス朝 - 1世紀、ローマ帝国
- Category:ブラジルの歴史 - ブラジルの歴史
- Category:フランク王国 - 5世紀～10世紀、ヨーロッパ、フランク王国
- Category:フランス革命 - 18世紀末、フランス、フランス革命
- Category:フランス第一帝政 - 19世紀、フランス、フランス第一帝政、ナポレオン・ボナパルト
- Category:フランス第二帝政 - 19世紀、フランス、フランス第二帝政
- Category:フランスの州 (フランス革命以前) - フランスの州 (フランス革命以前)
- Category:フランスの歴史 - フランスの歴史
- Category:フランス復古王政 - 19世紀、フランス、フランス復古王政
- Category:ブルボン朝 - 16世紀～18世紀、フランス、ブルボン朝
- Category:フランスルネサンス -
- Category:プランタジネット家 - 12世紀～14世紀、イングランド、プランタジネット朝
- Category:ブリテン諸島の歴史 -
- Category:ブルガリアの歴史 - ブルガリアの歴史
- Category:ブルキナファソの歴史
- Category:ブルネイの歴史 - ブルネイの歴史
- Category:ブルボン家 - フランス、スペイン
- Category:プロイセン - ～19世紀、ドイツ、プロイセン、プロイセン王国。
- Category:文学史
- Category:文化史
- Category:フン族 - フン族

へ
- Category:ヴェネツィア共和国 - 5世紀～18世紀、イタリア、ヴェネツィア共和国
- Category:ベトナム戦争 - 1960年～1975年、ベトナム、アメリカ、ベトナム戦争
- Category:ベトナムの歴史 - ベトナムの歴史
- Category:ベナンの歴史
- Category:ベネズエラの歴史 - ベネズエラの歴史
- Category:ベラルーシの歴史
- Category:ベルギーの歴史
- Category:ペルーの歴史
- Category:ヘレニズム時代 - 紀元前4世紀～紀元前1世紀、古代オリエント、ヘレニズム

ほ
- Category:法制史 - 法制史
- Category:法制史学者
- Category:ホーエンシュタウフェン家 - 神聖ローマ帝国
- Category:ポエニ戦争 - 紀元前3世紀～紀元前2世紀、ポエニ戦争、カルタゴ
- Category:北欧史 - 北欧の歴史、スカンディナヴィアの歴史
- Category:北米植民地戦争 - 17世紀～18世紀、北米植民地戦争
- Category:北米の考古遺跡
- Category:保護国 - 保護国
- Category:ボスニア・ヘルツェゴビナの歴史
- Category:渤海史 - 7-10世紀、中国東北部、渤海
- Category:ボナパルト家 - ナポレオン・ボナパルト他
- Category:ボーフォート家 - 15世紀、イングランド
- Category:ポーランド王国 - 11世紀～18世紀、ポーランド王国
- Category:ポーランドの歴史 - ポーランドの歴史
- Category:ポーランド・リトアニア連合 - ポーランド・リトアニア合同
- Category:ボルジア家 - 中世イタリア、ボルジア家
- Category:ボリビアの歴史
- Category:ポルトガルの歴史 - ポルトガルの歴史
- Category:ホロコースト - 大量虐殺、ホロコースト
- Category:ポントス王国 - 紀元前3世紀～1世紀、アナトリア半島、ポントス王国

### ま行
ま
- Category:マケドニア王国 - 紀元前7世紀～紀元前1世紀、マケドニア王国
- Category:マケドニア共和国の歴史
- Category:マスメディアの歴史
- Category:マムルーク朝 - 13世紀～16世紀、中東、マムルーク朝。
- Category:マヤ - 4世紀～17世紀、中央アメリカ、マヤ文明。
- Category:マラウイの歴史
- Category:マレー・インドネシア史 - マレーシア、インドネシア、ブルネイ
- Category:マレーシアの歴史 - マレーシアの歴史
- Category:満洲国 - 20世紀、中国、日本、満州国

み
- Category:南アジア史 - 南アジア史
- Category:南アジアの遺跡
- Category:南アフリカ共和国の歴史
- Category:身分制度 - 身分制度
- Category:ミャンマーの歴史
- Category:ミラノ公国 - 14世紀～16世紀、イタリア、ミラノ公国
- Category:明朝 - 14世紀～17世紀、中国、明
- Category:民俗資料 - 民俗資料、民俗学

む
- Category:ムガル帝国 - 16世紀～19世紀、インド、ムガル帝国

め
- Category:メソアメリカの遺跡 -
- Category:メソアメリカ文明 - メソアメリカの編年
- Category:メディチ家 - イタリア、フィレンツェ共和国、メディチ家
- Category:メキシコの歴史 - メキシコの歴史
- Category:メロヴィング家 - 中世ヨーロッパ、フランク王国、メロヴィング朝、

も
- Category:文字史
- Category:モスクワ大公 - 13世紀～16世紀、ロシア。モスクワ大公国
- Category:木器 - 考古学
- Category:モレアス専制公領 - 東ローマ帝国、モレアス専制公領
- Category:モロッコの歴史
- Category:モンゴル国の歴史
- Category:モンゴル帝国 - 13世紀～14世紀、アジア
- Category:モン族(Mon)の歴史 - 東南アジア
- Category:モンテネグロの歴史 - モンテネグロの歴史

### や行
や
- Category:ヤギェウォ家 - 14世紀～16世紀、ポーランド王国。ヤギェウォ朝
- Category:耶律氏 - 10世紀～12世紀、中国、遼・契丹。耶律氏

ゆ
- Category:遊牧 - 遊牧国家
- Category:ユグノー戦争 - 16世紀、フランス。ユグノー戦争、宗教戦争
- Category:ユーゴスラビア - 1929年～2003年、ユーゴスラビア
- Category:ユダヤ教改革派 - 改革派 (ユダヤ教)
- Category:ユダヤ史
- Category:ユリウス＝クラウディウス朝 - 紀元前1世紀～1世紀、ローマ帝国

よ
- Category:ヨーク家 - 15世紀、イングランド。ヨーク朝、薔薇戦争
- Category:ヨルダンの歴史 - ヨルダンの歴史
- Category:ヨーロッパ史 - ヨーロッパ史
- Category:ヨーロッパの君主の名前
- Category:ヨーロッパの考古遺跡
- Category:ヨーロッパの文化史

### ら行
ら
- Category:ラオスの歴史
- Category:ラテン帝国 - 13世紀、ラテン帝国、第4回十字軍。
- Category:ラトビアの歴史 - ラトビアの歴史
- Category:ラーマーヤナ - 古代インド、叙事詩。ラーマーヤナ
- Category:ランカスター家 - 15世紀、イングランド。ランカスター朝、薔薇戦争

り
- Category:リソルジメント - 19世紀、イタリア統一戦争。リソルジメント
- Category:リトアニアの歴史 - リトアニアの歴史
- Category:リトアニア大公 - 13世紀～15世紀。リトアニア大公国
- Category:リドウルフィング家 - 神聖ローマ帝国
- Category:リビアの歴史
- Category:リベリアの歴史

る
- Category:ルクセンブルクの歴史
- Category:ルネサンス - 14世紀～16世紀、ヨーロッパ。ルネサンス
- Category:ルネサンス美術 - ルネサンス美術
- Category:ルーマニアの歴史 - ルーマニアの歴史

れ
- Category:冷戦 - 20世紀。冷戦
- Category:歴史映画 - 歴史をテーマにした映画。歴史映画
- Category:歴史家 - 歴史家、歴史家の一覧
- Category:歴史学 - 歴史学
- Category:歴史学者
- Category:歴史観
- Category:歴史関連のスタブ項目
- Category:歴史書 - 歴史書一覧
- Category:歴史雑誌
- Category:歴史小説 - 歴史小説
- Category:歴史上の憲法
- Category:歴史上の宗教紛争
- Category:歴史上の人物一覧 - 歴史上の人物一覧
- Category:歴史上の法令
- Category:歴史資料 - 歴史資料
- Category:歴史の一覧 - 歴史の一覧
- Category:歴史のおすすめ記事
- Category:歴史の画像
- Category:歴史のポータル - Portal:歴史
- Category:歴史漫画 - 歴史漫画
- Category:歴史理論
- Category:レバノンの歴史

ろ
- Category:ロシア革命 - 1917年、ロシア革命
- Category:ロシア帝国 - 15世紀～20世紀。ロシア帝国
- Category:ロシアの歴史 - ロシアの歴史
- Category:ローマ街道 - ローマ街道
- Category:ローマ帝国 - 紀元前1世紀～5世紀、ローマ帝国
- Category:ロマノフ家 - ロシア帝国
- Category:ローマ法 - ローマ法
- Category:ローマ法学者
- Category:ロンドンの歴史

### わ行
- Category:湾岸戦争 - 1990～1991年

### 0-9,A-Z
- Category:12世紀ルネサンス - 中世ヨーロッパ。12世紀ルネサンス

## 千年紀・世紀別
Category:先史時代も参照。
- 紀元前10千年紀
- 紀元前9千年紀
- 紀元前8千年紀
- (+)紀元前7千年紀 - 紀元前7千年紀
- (+)紀元前6千年紀 - 紀元前6千年紀
- (+)紀元前5千年紀 - 紀元前5千年紀
- (+)紀元前4千年紀 - 紀元前4千年紀
- (+)紀元前3千年紀 - 紀元前3千年紀
- (+)紀元前2千年紀 - 紀元前2千年紀

### 紀元前1千年紀
- (+)紀元前1千年紀 - 紀元前1千年紀
- (+)紀元前10世紀 - 紀元前10世紀
- (+)紀元前9世紀 - 紀元前9世紀
- (+)紀元前8世紀 - 紀元前8世紀
- (+)紀元前7世紀 - 紀元前7世紀
- (+)紀元前6世紀 - 紀元前6世紀
- (+)紀元前5世紀 - 紀元前5世紀
- (+)紀元前4世紀 - 紀元前4世紀
- (+)紀元前3世紀 - 紀元前3世紀
- (+)紀元前2世紀 - 紀元前2世紀
- (+)紀元前1世紀 - 紀元前1世紀

### 1千年紀
- (+)1千年紀 - 1千年紀
- (+)1世紀 - 1世紀、(+)戦争、
- (+)2世紀 - 2世紀、(+)戦争、
- (+)3世紀 - 3世紀、(+)戦争、
- (+)4世紀 - 4世紀、(+)戦争、
- (+)5世紀 - 5世紀、(+)戦争、
- (+)6世紀 - 6世紀、(+)戦争、
- (+)7世紀 - 7世紀、(+)戦争、
- (+)8世紀 - 8世紀、(+)戦争、
- (+)9世紀 - 9世紀、(+)戦争、
- (+)10世紀 - 10世紀、(+)戦争、

### 2千年紀
- (+)2千年紀 - 2千年紀
- (+)11世紀 - 11世紀、(+)戦争、
- (+)12世紀 - 12世紀、(+)戦争、
- (+)13世紀 - 13世紀、(+)戦争、
- (+)14世紀 - 14世紀、(+)戦争、
- (+)15世紀 - 15世紀、(+)戦争、
- (+)16世紀 - 16世紀、(+)戦争、(+)ヨーロッパ
- (+)17世紀 - 17世紀、(+)戦争、(+)ヨーロッパ
- (+)18世紀 - 18世紀、(+)戦争、(+)ヨーロッパ
- (+)19世紀 - 19世紀、(+)戦争、(+)ヨーロッパ
- (+)20世紀 - 20世紀、(+)イスラム世界史、(+)経済史、(+)世界史、(+)戦争、(+)中国史、(+)ヨーロッパ

### 3千年紀
- (+)3千年紀 - 3千年紀